# Sainte-Barbe (Vosges)
Sainte-Barbe és un municipi francès, situat al departament dels Vosges i a la regió del Gran Est. L'any 2007 tenia 287 habitants.

## Demografia

### Població
El 2007 la població de fet de Sainte-Barbe era de 287 persones. Hi havia 106 famílies, de les quals 32 eren unipersonals (20 homes vivint sols i 12 dones vivint soles), 29 parelles sense fills i 45 parelles amb fills.
La població ha evolucionat segons el següent gràfic:
Habitants censats

### Habitatges
El 2007 hi havia 143 habitatges, 115 eren l'habitatge principal de la família, 13 eren segones residències i 14 estaven desocupats. 138 eren cases i 5 eren apartaments. Dels 115 habitatges principals, 99 estaven ocupats pels seus propietaris, 9 estaven llogats i ocupats pels llogaters i 7 estaven cedits a títol gratuït; 1 tenia una cambra, 2 en tenien dues, 14 en tenien tres, 15 en tenien quatre i 83 en tenien cinc o més. 85 habitatges disposaven pel capbaix d'una plaça de pàrquing. A 51 habitatges hi havia un automòbil i a 44 n'hi havia dos o més.

### Piràmide de població
La piràmide de població per edats i sexe el 2009 era:
| Homes | Edats   | Dones |
| ----- | ------- | ----- |
| 0     | 95 o +  | 0     |
| 0     | 90 a 94 | 0     |
| 0     | 85 a 89 | 8     |
| 0     | 80 a 84 | 0     |
| 4     | 75 a 79 | 16    |
| 20    | 70 a 74 | 4     |
| 4     | 65 a 69 | 16    |
| 4     | 60 a 64 | 8     |
| 8     | 55 a 59 | 4     |
| 16    | 50 a 54 | 12    |
| 0     | 45 a 49 | 4     |
| 20    | 40 a 44 | 0     |
| 12    | 35 a 39 | 32    |
| 4     | 30 a 34 | 0     |
| 4     | 25 a 29 | 0     |
| 0     | 20 a 24 | 0     |
| 8     | 15 a 19 | 24    |
| 8     | 10 a 14 | 8     |
| 16    | 5 a 9   | 8     |
| 4     | 0 a 4   | 0     |

## Economia
El 2007 la població en edat de treballar era de 166 persones, 125 eren actives i 41 eren inactives. De les 125 persones actives 115 estaven ocupades (71 homes i 44 dones) i 10 estaven aturades (5 homes i 5 dones). De les 41 persones inactives 9 estaven jubilades, 17 estaven estudiant i 15 estaven classificades com a «altres inactius».

### Ingressos
El 2009 a Sainte-Barbe hi havia 116 unitats fiscals que integraven 285 persones, la mediana anual d'ingressos fiscals per persona era de 15.560 €.

### Activitats econòmiques
Dels 5 establiments que hi havia el 2007, 2 eren d'empreses de fabricació d'altres productes industrials, 1 d'una empresa de construcció, 1 d'una empresa de comerç i reparació d'automòbils i 1 d'una empresa d'hostatgeria i restauració.
Dels 2 establiments de servei als particulars que hi havia el 2009, 1 era un taller de reparació d'automòbils i de material agrícola i 1 lampisteria.
L'any 2000 a Sainte-Barbe hi havia 4 explotacions agrícoles.

## Poblacions més properes
El següent diagrama mostra les poblacions més properes.